# اونلینگن
اونلینگن (به آلمانی: Unlingen) یک شهر در آلمان است که در Biberach واقع شده‌است. اونلینگن ۲٬۴۴۵ نفر جمعیت دارد.